# Bathyconchoecia kornickeri
Bathyconchoecia kornickeri är en kräftdjursart som beskrevs av Deevey 1968. Bathyconchoecia kornickeri ingår i släktet Bathyconchoecia och familjen Halocyprididae. Inga underarter finns listade.